# Марсі Каптур
Ма́рсі Ка́птур, повне ім'я Ма́рсія Ке́ролайн Ка́птур (англ. Marcia Carolyn Kaptur; нар. 17 червня 1946) — американська політикиня, членкиня Демократичної партії. Представляє 9-й округ штату Огайо в Палаті представників США з 1983 року. Співголова Українського кокусу в Конгресі США.

## Біографія
Народилася 17 червня 1946 року у місті Толідо, штат Огайо, у родині Анастасії Делорес Каптур (до шлюбу Роговська) та Стівена Якова Каптура. Обоє — українського походження, родина матері із села Буртин Полонського району Хмельницької області. Сім'я мала невеликий продуктовий магазин.
У 13 років розпочала волонтерство в Демократичній партії Огайо.
У 1964 році закінчила Академію Святої Урсули в Толідо.
У 1968 здобула ступінь бакалавра в Університеті Вісконсин-Медісон, а в 1974 році — ступінь магістра в галузі міського планування в Університеті Мічигану. Продовжувала дослідження в Массачусетському технологічному інституті.
З 1969 по 1975 рік працювала в Комісіях з питань планування округу Толедо-Лукас.
З 1975 по 1977 рік — директор з питань планування в Національному центрі міських етнічних питань.
З 1983 року і донині — представляє 9-й округ штату Огайо в Палаті представників США. Перемогла на виборах у 1983 році і на всіх 19-ти наступних (між 1984 і 2020 роками).
Нинішня каденція Марсі Каптур в Палаті представників США триватиме до 3 січня 2023 року.
Співголова Українського кокусу в Конгресі США.
Парафіянка Католицької церкви.

## Родина
Не одружена.

## Підтримка України
Пані Каптур сприяла конгресовій комісії в розслідуванні Голодомору, спершу підтримавши подання законопроєкту про її створення, а потім виступом на підтримку її роботи. В цьому виступі вона згадала, що в її роду були жертви голоду: її прабабуся загинула в радянській Україні, рятуючи дитину.
Є авторкою законопроєкту H.R.5859 «Про введення санкцій стосовно Російської Федерації з метою забезпечення додаткової допомоги Україні, а також для інших цілей» (англ. To impose sanctions with respect to the Russian Federation, to provide additional assistance to Ukraine, and for other purposes).
1 серпня 2018 року закликала Росію негайно звільнити українських політичних в'язнів, зокрема, українського режисера Олега Сенцова.

## Нагороди
- Орден княгині Ольги III ступеня (23 серпня 2021) — за вагомий особистий внесок у розвиток міждержавного співробітництва, зміцнення міжнародного авторитету України, популяризацію її історико-культурної спадщини[13].